# Marcel Ratnik
Marcel Ratnik, né le 23 décembre 2003 à Ljubljana, est un footballeur international slovène qui évolue au poste de défenseur central à l'Olimpija Ljubljana.

## Biographie

### Carrière en club
Marcel Ratnik est formé à l'Olimpija Ljubljana, où il signe son premier contrat professionnel en mars 2021, avant d'être prolongé moins d'un an après.
Marcel Ratnik fait ses débuts professionnel avec l'équipe première de l'Olimpija Ljubljana le 25 juillet 2021, titularisé contre le NK Radomlje en championnat de Slovénie. Devenu ensuite un des cadres de son équipe malgré sa jeunesse, il prend ensuite part au sacre des siens lors de la saison 2022-23 avant de remporter la Coupe de Slovénie la même année.
Marcel Ratnik fait ses débuts en Ligue des champions le 11 juillet 2023, titulaire lors de la victoire deux buts à un de l'Olimpija Ljubljana en qualification contre le champion letton du Valmiera FC.

### Carrière en sélection
Marcel Ratnik est international espoirs avec la Slovénie dès l'automne 2022.
Il joue son premier match avec l'équipe de Slovénie le 20 janvier 2024 en entrant en jeu lors d'une victoire en match amical contre les États-Unis.

## Palmarès
| Olimpija Ljubljana - Championnat de Slovénie (1) - Champion en 2022-23 - Coupe de Slovénie (1) - Vainqueur en 2023 |